# Flaga Bhutanu
Flaga Bhutanu – jeden z symboli państwowych Bhutanu, flaga dzielona w skos, której kolory reprezentują doczesną i duchową władzę w Bhutanie. 

## Opis
Kolor żółty górnego pola odnosi się do władzy monarszej dynastii Wangchuck, a kolor pomarańczowy pola dolnego jest symbolem klasztorów buddyjskich. Na fladze znajduje bezskrzydły smok, nazywający się Druk, który dał początek jednemu z najstarszych klasztorów w Bhutanie, a pośrednio także nazwie własnej państwa (Druk Jul); biały kolor symbolizuje czystość. Smok w łapach trzyma smocze jaja. Zgodnie z filozofią buddyjską i taoistyczna jest to symbol bogactwa, mądrości oraz wszechświata. Nazywane są „perłami doskonałości”. Proporcje flagi wynoszą 2:3.
Flaga została przyjęta w 1969 roku, jednak podobne flagi były w użyciu już od XIX wieku.

## Historyczne warianty flagi

Flaga Bhutanu przed 1956 rokiem
Flaga Bhutanu 1956–1969